# Ото IV фон Лихтенщайн
Ото IV фон Лихтенщайн (на немски: Otto IV von Liechtenstein Herr von Murau; † 19 май 1340) е господар на Лихтенщайн-Мурау-Дурнщайн/Дюрнщайн в Австрия.

## Произход
Той е син на Ото III фон Лихтенщайн († 1311), господар на Мурау и Фрауенбург, и първата му съпруга Агнес фон Вилдон († пр. 1260), дъщеря на Леутолд фон Вилдон († 1294) и Агнес фон Триксен († 1278). Внук е на минезингер Улрих фон Лихтенщайн († 1275). Баща му се жени втори път пр. 1260 г. за Димут фон Лихтенщайн-Николсбург († сл. 1265), дъщеря на Хайнрих I фон Лихтенщайн, и трети път сл. 1265 г. за Аделхайд фон Потендорф.
Брат е на Рудолф I фон Лихтенщайн († сл. 1343) и полубрат на Кунигунда фон Лихтенщайн († 1299), омъжена за Хартнид III фон Петау († ок. 1316).

## Фамилия
Ото IV фон Лихтенщайн-Мурнау-Дурнщайн/Дюрнщайн се жени за Катарина фон Монфор († сл. 1335), незаконна дъщеря на граф Улрих I фон Монфор-Брегенц († 1287) и графиня Агнес фон Хелфенщайн. Те имат децата:
- Рудолф Ото фон Лихтенщайн († сл. 1378), женен на 25 януари 1318 г. за Анна фон Цили/фон Занег
- Димут фон Лихтенщайн († сл. 1345), омъжена между 17 юли 1321 и 1 май 1326 г. за граф Улрих IV фон Щубенберг-Вурмберг († 1363)
- Вилхелм фон Лихтенщайн
- Катарина фон Лихтенщайн, омъжена за Ото V Улрих фон Голдек († 9 декември 1341)